# Dios guerrero de Asgard
Los Dioses Guerreros (神闘士（ゴッドウォーリアー)?), son personajes del anime Saint Seiya y los principales oponentes en el arco animado de las batallas de Asgard, en la película Kamigami no atsuki tatakai, y en la saga Soul of gold.

## Descripción
Son los guerreros de más alto rango, protectores del dios Odín. Poseen una armadura y el poder necesario para igualar a los Santos Dorados de Atenea. 
Las armaduras representan a una de las estrellas de la constelación de la Osa Mayor y poseen la forma de un ser u objeto relacionado con la mitología nórdica. En cada una de las siete armaduras hay un zafiro de Odín engarzado, según se menciona en el anime. Estas gemas originalmente estaban ubicadas en la corona que Odín utilizaba en la era mitológica y es el reconocimiento oficial que señala al portador como un Dios Guerrero.

## Inspiración y creación de edición
Los guerreros de Asgard se inspiran como concepción e historia a los guerreros del norte que aparecen en la segunda película que a su vez se inspira como concepción e historia (tal como lo dicen los autores) a los Blue Warrior y al capítulo de "Natassia del país de hielo" del manga clásico de Saint Seiya de Masami Kurumada. Los personajes presentan elementos de la Mitología nórdica, mientras que sus nombres provienen de antiguas fuentes literarias, como la Edda prosaica y El anillo del nibelungo de Richard Wagner.

## Descripción

### Los dioses guerreros clásicos
Los dioses guerreros de Asgard que aparecen en el anime de la serie clásica son una orden de 7 guerreros (8 contando a Alcor) elegidos por el ministro de Odín, que tiene su sede en Asgard, en las tierras del norte. Su tarea es proteger la paz y la justicia en la tierra. En el fondo de la cadena están los soldados simples, mientras que a la cabeza de todos los dioses guerreros está la representante de Odín Hilda de Polaris, que es capaz de evitar la extinción del hielo de Asgard a través de la oración al Dios Odín.
A diferencia de los Caballeros de Athena, los dioses guerreros de Asgard tienen permitido usar cualquier tipo de arma, que no tiene que ser parte de la armadura (como en el caso de los martillos de Thor o el arpa de Mime). e incluso la armadura de Megrez incluye una espada. La iniciación a dios guerrero del norte se realiza por nombramiento de la representante del Dios Odín que elige basándose en méritos y potencial. Los dioses guerreros de Asgard, a diferencia de los Caballeros de Athena, no reciben la armadura y la iniciación a menos que Asgard corra algún peligro. Si esto sucede, los guerreros son reunidos y se les confía la armadura, que hasta la iniciación está escondida en el territorio de Asgard.
Los dioses guerreros de Asgard (del anime) son dueños de la velocidad de la luz y, siendo realistas, tienen un control notable del séptimo sentido. La mayoría de ellos tienen un cosmos alto, capaz de resistir temperaturas muy bajas y algunos de ellos poseen una fuerza similar e incluso superior a la de algunos de los Caballeros Dorados, como Siegfried, Mime, Syd o Bud que derrota a Aldebaran de Tauro, demostrando que tiene un poder notable incluso contra los que visten las 12 Armaduras Doradas. Además, algunos de ellos también son capaces de colocar el hielo en sus ataques para hacerlos aún más letales. Algunos de ellos también utilizan estrategias de batalla que se aprovechan de manera dominante en el entorno circundante.

### Los Nuevos dioses guerreros
En la nueva serie animada Saint Seiya: Soul of Gold aparecen nuevos dioses guerreros de Asgard, elegidos por el nuevo representante de Odín, el misterioso Andreas Riise. A diferencia de los anteriores, estos guerreros obtienen más fuerza de su tierra gracias al árbol Yggdrasil, con más poder de lo normal.

## División

Estrellas de la constelación de la osa mayor

En el anime de la serie clásica aparecen 7 dioses guerreros, cada uno de ellos es representante de una de las 7 estrellas de la constelación de la osa mayor. En la nueva serie animada Saint Seiya: Soul of Gold aparecen nuevos dioses guerreros, basados no más en las estrellas de la osa mayor, sino en símbolos mitológicos.
Hay que aclarar que hay cuatro dioses guerreros que aparecen en la segunda película. Ellos son: Url, Loki, Midgard (Hyoga de cisne) y Ruhnir que junto con Dolbar (representante del Dios Odín en la segunda película) forman el grupo de guerreros del norte. Estos guerreros, aunque viven en Asgard y son fieles a Odín, no están en continuidad con la serie clásica; es una prueba que los Caballeros de Athena oyen hablar de Asgard por primera vez tanto en la segunda película como en la Saga de Asgard.

## Los Siete Dioses Guerreros
Son los jóvenes guerreros, portadores de las armaduras de los conquistadores, que acudieron al llamado de Hilda de Polaris, sacerdotisa principal del templo de Odín en Asgard, cuando fue dominada por el poder maligno del Anillo de los Nibelungos entregado por Poseidón. Cada uno es tan poderoso como un Santo de Oro y representan cada una de las estrellas que forman la constelación de la osa mayor, siendo la de Hilda la única de la Osa Menor, Polaris.

### Siegfried de Dubhe Alfa
Armadura: Fafner el dragón bicéfalo
Siegfried de Dubhe Alfa (アルファ星ドゥベのジークフリート?) es un joven noble y guardia personal de Hilda de Polaris. Es el más poderoso de los dioses guerreros y el último en luchar contra los Santos de bronce. Derrotó a Shun, Hyōga, Seiya e Ikki. Shiryū luchó contra él, y le mostró a Seiya el punto débil del ataque de Siegfried, que es similar al de Shiryū pues ambos son caballeros dragón. Finalmente Seiya se recupera y, haciendo uso de lo enseñado por Shiryū, derrota a Siegfried haciendo uso del cosmos de sus demás compañeros, todos ya caídos, e incluso el de la misma Saori, justo en el momento en que Sorrento de Sirena aparece y revela los designios de Poseidón. Al enterarse de esto, Siegfried se enfrenta a Sorrento y recibe su mortal ataque. Malherido por los feroces combates y ante las pocas posibilidades de vencerlo, lo sujeta y se lo lleva directamente al cielo. Finalmente, Sorrento escapa gracias a una ilusión que produce y Siegfried muere solo.
Sus técnicas son Odin Sword (オーディーン・ソード lit. Espada de Odín?) y Dragon Bravest Blizzard (ドラゴン・ブレーヴェスト・ブリザード lit. La valerosa ventisca del dragón?) y tiene una invulnerabilidad casi perfecta, heredada de su ilustre antepasado. Sigfried es una adaptación del héroe mitológico del mismo nombre, que protagoniza la epopeya de los Nibelungos de la mitología del norte de Europa, inmortalizada por Wagner. Según el mito, se vuelve inmortal tras bañarse con la sangre del dragón Fafner, exceptuando un punto donde una hoja de árbol evitó que le cayera su sangre. Su god robe hace referencia a este dragón. Tiene como estrella guardiana a la estrella α Ursae Majoris (Dubhe).
Su seiyū es Akira Kamiya, fue doblado en España por José Ruiz Lifante, Vicente Martínez y José Núñez; y en México por Ricardo Mendoza, un capítulo, Marcos Patiño, un capítulo, y Mario Raúl López.

### Syd de Mizar Zeta
Armadura: Tigre Dientes de Sable Pardo
Syd de Mizar Zeta (ゼータ星ミザールのシド?) parecía ser el único hijo de una rica familia asgardiana pero guarda un secreto, un hermano gemelo al que sus padres abandonaron por las leyes de Asgard siendo solo un bebé. Por eso mismo Syd creció sin saber que en realidad tenía un hermano gemelo llamado Bud. Él es el que se presenta en la Mansión Kido como "embajador" de Asgard pidiendo la cabeza de Atenea. Anuncia haber derrotado a Aldebarán de Tauro de un solo golpe y se mofa de los caballeros de Atenea, lo cual hace que los presentes se alteren y se enojen, provocando la ira de los caballeros presentes. Se enfrenta a alguno de los caballeros de bronce y los derrota, sin embargo, en poco tiempo es superado en número, se ve en aprietos y debe retirarse.
En Asgard, pelea dentro del Valhalla, es el penúltimo guerrero (junto a su hermano Bud) en luchar. Inmoviliza a los caballeros de bronce con su impulso azul, después se enfrenta una dura batalla y es derrotado por Shun y su tormenta nebular, pero aun así le quedan fuerzas para incitar a su hermano Bud a que derrote a los Santos de Athenea para que vista a la armadura de Zeta. Syd sabía que tenía una sombra protectora, que era Bud, pero no quiso llamar su atención ni darle a conocer su amor hasta ese entonces. Al final, moribundo, Syd sujeta a Ikki y pide a Bud que los mate a los dos. Su hermano Bud se niega a matarlo pues estaba conmovido por lo que Ikki le enseñó de sí mismo, por lo que al final Syd cae sin vida y Bud se lleva su cuerpo de regreso al lugar donde nacieron, la casa de sus padres.
Sus técnicas son Viking Tiger Claw (バイキング・タイガー・クロウ lit. Garra del tigre vikingo?) y Blue Impulse (ブルー・インパルス lit. Impulso azul?). Tiene como estrella guardiana ζ Ursae Majoris (Mizar).
Su seiyu es Yu Mizushima, fue doblado en España por Ignacio Gijón y José Ruiz Lifante y en México por César Arias, un episodio, Benjamín Rivera, un episodio, Alfonso Ramírez y Jesús Barrero como niño.

### Bud de Alcor Zeta
Armadura: Tigre Dientes de Sable Albino
Bud de Alcor Zeta (ゼータ星アルコルのバド?) es el hermano gemelo de Syd, abandonado por sus padres al nacer a causa de una superstición asgardiana. Fue cuidado por una pareja de campesinos y siendo pequeño se encontró con Syd en el bosque, enterándose ahí de su verdadera historia y del destino que les tocó vivir por ser gemelos. A partir de este momento el odio motivó sus pasos y su entrenamiento, convirtiéndose en un guerrero más fuerte que su hermano. Estrictamente hablando, Bud no es un Dios Guerrero, al menos no oficialmente por el simple hecho de no cargar consigo un zafiro de Odín, pero su poder es el de uno e incluso su armadura es idéntica al de uno. La función de Bud es ser la sombra de Syd. Aunque es uno de los guerreros más fuertes llegó tarde, ya que su hermano Syd ya vestía la armadura de Zeta. Hilda, con el anillo de los nibelungos, le dijo a este que si su hermano Syd moría él sería el legítimo dueño de la armadura. El odio de Bud hacia Syd se vio incrementado por esto también.
Bud permanecía en la sombras oculto desde entonces, protegiendo a su hermano. Fue con él a la casa de Tauro a enfrentarse a Aldebarán para sondear el poder de los santos dorados por órdenes de Hilda, sabiendo que su hermano tendría problemas en acabarlo solo. Bud le aplicó un poderoso golpe traicionero que derrotó al toro, mas no lo mató, pues pudo esquivar lo "mortal" del ataque en el último segundo. Junto a Siegfried fue el guerrero de Asgard que los bronces no pudieron derrotar enteramente. Tras la derrota de Syd, Bud derrota a Shaina y Shun y por poco también a Ikki, a quienes se enfrenta él solo. Sin embargo, con su Ilusión Fantasma, Ikki le hace ver sus verdaderos sentimientos por Syd. Bud toma a su hermano ya muerto en sus brazos y se lo lleva con él. Al final de la Saga de Asgard se muestra que Bud también sucumbió a sus heridas y murió en la nieve al lado de su hermano, cerca de su lugar de nacimiento, pero ese hecho es incierto.
Su técnica es Shadow Viking Tiger Claw (暗黒（シャドウ）バイキング・タイガー・クロウ Garra de la sombra del tigre vikingo?). Tiene como estrella guardiana ζ Ursae Majoris (Alcor), siendo una estrella binaria junto con Mizar.
Su seiyu es Yu Mizushima, fue doblado en España por Antonio Cancelas y en México por Jorge Roig Jr.

### Hagen de Merak Beta
Armadura: Sleipnir el Corcel
Hagen de Merak Beta (ベータ星メラクのハーゲン?) es un joven noble amigo de la infancia de Freya y el mejor amigo de Siegfried. En su juventud demostró una notable preferencia hacia Freya, lo que hace pensar que estaba enamorado de ella. Entrenó en una profunda caverna de lava donde se propuso ser el guerrero más fuerte para proteger a su amada desarrollando así la capacidad de generar ataques congelantes e incinerantes. Sin embargo, al enterarse de que Freya había abandonado Asgard con Hyōga, montó en cólera y persiguió al caballero del Cisne, en un evidente arrebato de celos. Durante el combate entre ambos, Hagen llevó a Hyōga a la caverna donde entrenaba, en la cual el insoportable calor de la lava debilitó a Hyōga, quien estuvo a punto de ser derrotado. La llegada de Freya salvó la vida a Hyoga, pues ella impidió que Hagen lo arrojase al magma y le diera muerte. Hagen, al notar la preferencia de Freya por Hyōga, dominado por los celos, no dudó en atacarla con todo su poder. Hyōga, furioso por esta cobarde actitud, acabó con Hagen con su Ejecución de Aurora auxiliado por el cosmos de su difunto maestro Camus, Santo Dorado de Acuario. Al despertar y darse cuenta de lo sucedido, Freya lloró amargamente la partida de su amigo.
Sus técnicas son Universe Freezing (ユニバース・フリージング lit. Congelación del universo?), Greatest Ardent Pressure (グレート・アーデント・プレッシャー lit. Gran presión abrasadora?) y Odin Tempest Shield (オーディーン・テンペスト・シールド Escudo de la tempestad de Odín?). Además puede generar momentáneamente garras afiladas que salen del brazo de la armadura y controlar a voluntad la lava que hay en los volcanes. Tiene como estrella guardiana a β Ursae Majoris (Merak).
Su seiyū es Bin Shimada, fue doblado en España por Juan Antonio Arroyo y en México por Daniel Abundis.

### Thor de Phecda Gamma
Armadura: Jörmungandr la Serpiente de Midgard
Thor de Phecda Gamma (ガンマ星フェクダのトール?) El personaje está basado en la figura del dios del trueno de la mitología nórdica. A diferencia de lo que se conoce comúnmente, tanto en la mitología nórdica como en otros medios, el Mjolnir que Thor toma no es el famoso mazo de guerra mítico, fiel sólo a su dueño o a quien es digno de impugnarlo, sino que está representado en el anime de un par de hachas. En cambio, al igual que el Mjolnir mítico, las dos hachas vuelven a las manos de Thor después de golpear a su oponente o después de estar en blanco. Del pasado de este guerrero se conoce muy poco. Justo antes del comienzo de la batalla de Asgard, Thor es rescatado del ataque de un grupo de soldados por la representante de Odín Hilda de Polaris que, después de haberlo curado con su cosmos, lo invita a su palacio para vivir. Thor, quedado impresionado por la generosidad y el cosmos puro de la mujer, jura protegerla como su guardián. Durante los enfrentamientos con los Caballeros de Athena, Thor es el primer guerrero en bajar a la batalla contra ellos. Durante la batalla, primero derrota con sus hachas a Shun y Hyoga y, después, lucha brutalmente contra Seiya. Durante el enfrentamiento con este último, viendo la determinación del oponente, comprende la maldad de Hilda. Por esta razón, cuando tanto él como Seiya se disparan entre sí sus ataques finales, Thor no se hunde, sufriendo en pleno estómago el ataque enemigo, y muere poco después a los pies de Seiya. Además de las hachas, posee un golpe llamado "Hércules Titanico", con el que, como se describe claramente en la versión del doblaje original del anime, Thor lanza contra el oponente un puño que puede alcanzar la velocidad de la luz y que asume la apariencia de un haz luminoso que afecta al oponente.
Sus técnicas son Titanic Hercules (タイタニック・ハーキュリーズ lit. Hércules Titánico?) y Mjöllnir Hammer (ミョルニル・ハンマー lit. Martillo Mjolnir?). Tiene como estrella guardiana γ Ursae Majoris (Phecda).
Su seiyu es Yūsaku Yara, fue doblado en España por Antonio Cancelas y en México por Javier Rivero.

### Alberich de Megrez Delta
Armadura: Cristal Amatista
Alberich de Megrez Delta (デルタ星メグレスのアルベリッヒ?) Su nombre original proviene del personaje de la mitología nórdica Alberich, Rey de los enanos, guardián del tesoro de los nibelungos, sin embargo, su carácter traicionero y su habilidad para el engaño recuerdan al Dios de la mitología vikinga Loki. Según las noticias en el exterior Saint File la armadura de Megrez representa la amatista violeta porque en la mitología nórdica la piedra y el vidrio son sustancias relacionadas con la eternidad y se dice que en su interior moren a los espíritus de los muertos. En la versión original del anime, la espada de amatista forma parte de la Armadura.
Alberich, a diferencia de los otros dioses guerreros de Asgard, que siguen fielmente a Hilda sin sospechar que su mente está corrompida por el anillo del nibelungo, es perfectamente consciente de la verdadera razón detrás del comportamiento de Hilda, ya que presenció desde lejos el momento en que Hilda fue esclavizada del anillo nibelungo. Después de ver su cambio, recuerda una historia profética que leyó en la biblioteca familiar, donde se habla de una crisis interna en Asgard y que un miembro de su casa sería el que, gracias a la espada Balmung obtenida con los siete zafiros, habría salvado la situación, dando gloria eterna al nombre de la familia. Megrez, sin embargo, por su ambición, decide callar y usar la astucia para tomar los zafiros para usar la espada Balmung y matar a Hilda en lugar de salvarla, y luego aprovechar la espada del Dios para someter al mundo entero a su poder.
En la batalla contra los Caballeros de Bronce derrota a Marin, que llegó a Asgard en ayuda de Seiya, encerrándola en el escudo de amatista para usarla como carnada para los otros Caballeros. Hace lo mismo con Seiya, ayudándose con la espada de fuego y usando a Marin, para que el caballero baje la guardia; luego se enfrenta al Cisne Hyoga, pero no puede encerrarlo en el escudo de amatista para la llegada de Shiryu que, al igual que Hyoga, se pone en dificultades por los espíritus de la naturaleza, los espíritus del bosque llamados por el jinete de Asgard. Durante el enfrentamiento con Shiryu, Alberich le revela que el antiguo maestro de los cinco picos había derrotado a su antepasado de seis generaciones atrás Alberich decimotercero, y por eso tenía una cuenta pendiente con Shiryu, su alumno; el caballero del dragón lucha ferozmente contra Alberich, logrando finalmente derrotarlo con la astucia y el golpe secreto del Dragón Naciente.
Sus técnicas son Amethyst Shield (アメジスト シールド lit. Escudo Amatista?), Honoo no Ken (炎の剣 lit. Espada Llameante?) y Nature Unity (ネイチャー・ユーニティ lit. Unión con la Naturaleza?). Tiene como estrella guardiana δ Ursae Majoris (Megrez).
Su seiyu es Shigeru Nakahara, fue doblado en España por Rafael Ordóñez y en México por César Arias.

### Fenrir de Alioth Epsilon
Armadura: Fenrir el Lobo
Fenrir de Alioth Epsilon (イプシロン星アリオトのフェンリル?) es un joven huérfano y que vive con una manada de lobos. En su infancia fue hijo de una familia de nobles en Asgard. Sin embargo, durante un paseo a caballo con sus padres y amigos fueron atacados por un gigantesco oso, quien segó la vida de sus padres, mientras los supuestos amigos los abandonaban a su suerte. Fenrir hubiera muerto también, pero una manada de lobos le salvó la vida. A partir de este momento convivió tranquilamente con ellos. Desde ese momento, el pequeño Fenrir tomó a los lobos como a su familia criándose con ellos y desarrollando un creciente odio hacia las personas creciendo como una fiera salvaje, hasta el momento en que fue convocado por Hilda de Polaris.
En la batalla contra Atenea y los Santos de bronce, le tocó enfrentarse con Shiryū. Usando a sus lobos y sus poderosos ataques, estuvo cerca de derrotar al santo del Dragón. Sin embargo Shiryū provocó un alud que sepultó a Fenrir. Los lobos de su manada, en una acción suicida, atacaron a Shiryū, cayendo todos al abismo.
Sus técnicas son Wolf Cruelty Claw (ウルフ・クルエルティ・クロウ lit. Garra de la crueldad del lobo?) y Northern Gunrō Ken (ノーザン群狼拳 lit. Golpe de la jauría de lobos del norte?). Su god robe hace referencia a Fenrir, el lobo gigante. Tiene como estrella guardiana ε Ursae Majoris (Alioth).
Su seiyu es Toshihiko Seki, fue doblado en España por Ignacio Alonso y en México por Marcos Patiño, un episodio, y Víctor Covarrubias.

### Mime de Benetnasch Eta
Armadura: Lira
Mime de Benetnasch Eta (エータ星ベネトナーシュのミーメ?) es un traumatizado joven que asesinó a su padrastro Folker, quien cuidó de él desde que era un bebé, porque se culpaba por la muerte de los padres naturales de Mime. Durante la batalla con los Santos de bronce se enfrentó a Shun de Andrómeda, quien no podía usar sus cadenas para atacarlo, porque no lo percibían como a un enemigo. Mime escondía el odio, que permanecía en su corazón. Ikki, quien llegó a auxiliar a su hermano, le hizo ver la realidad: su padrastro era una persona noble que cuidó de él y mató a sus padres de manera no intencional. Mime, al descubrir esto, liberó su odio y de esta manera Ikki lo derrotó. Mime murió deseando reencontrarse con Ikki, pero en un mundo pacífico sin luchas ni guerras.
Su técnica es Stringer Requiem (ストリンガー・レクイエム lit. Réquiem de cuerdas?), además puede crear diversos trucos con ilusiones por medio de la música de su arpa mágica. Tiene como estrella guardiana η Ursae Majoris (Benetnasch o Alkaid).
Su seiyū son Yuji Mitsuya y como niño Noriko Uemara; fue doblado en España por Manuel Osto y como niño Gádor Martín y en México por Javier Rivero.

## Guerreros de Odín
Son los guerreros que sirven bajo las órdenes de Dolbar, sumo sacerdote y representante de Odín, a quienes los santos deben enfrentar en la película Kamigami no atsuki tatakai, mientras buscan a Hyōga en las tierras del norte. No guarda relación con la saga de Asgard presentada en la serie animada.

### Ullr de Sutur
Armadura: Sutur el gigante
Ullr (ウル?) se enfrentó a Shun que fue el primero en acudir a ayudar a Atenea. Estuvo a punto de derrotar a Andrómeda, pero fue derrotado por el poderoso ataque sorpresa del Fénix, quien apareció para proteger a su hermano. Porta la Honoo no Ken (炎の剣 Espada de llamas?).
Su seiyū es Akira Murayama, fue doblado en México por Gerardo Reyero.

### Rung de Thrymr
Armadura: Thrymr el rey Jotun
Rung (ルング?) el más grande, físicamente hablando, entre los dioses guerreros. Se enfrentó a Ikki emboscándolo mientras derrotaba a Ullr. Creyó haber derrotado al Fénix atacándolo con sus búmerans, sin embargo había recibido el Puño Fantasma de Ikki y en realidad había arrojado sus armas contra sí mismo apuñalándose en el corazón, aun así logró vivir lo suficiente para nuevamente atacar a traición a Ikki cuando éste ayudaba a Shun, ocasionando que los tres cayeran a un profundo abismo, donde perdió la vida mientras que Shun e Ikki sobrevivieron gracias a las cadenas de Andrómeda. Porta dos búmerans llamados Mjolnir Hammer (ミョルニル・ハンマー Martillo Mjolnir?).
Su seiyū es Tesshō Genda, fue doblado en México por Blas García.

### Midgard de Jörmungandr
Armadura: Jörmungandr la Serpiente de Midgard
Midgard (ミッドガルド Middogarudo?), un misterioso guerrero enmascarado que permanece en silencio y desde la llegada de los santos a Asgard muestra antipatía por Shiryu, a quien no pierde oportunidad de provocar. En realidad se trata del Santo del Cisne Hyōga quien viste la armadura de Jörmungandr y se encuentra bajo el control mental de Dolbar, quien le lavó el cerebro. Atacó a Shiryū, a quien congeló su brazo derecho y finalmente se enfrentaron con sus técnicas especiales. Usando el Dragón Naciente Shiryū lo lastima lo suficiente para liberarlo del control de Dolbar.

### Loki de Fenrir
Armadura: Fenrir el lobo gigante
Loki (ロキ?). Fiel seguidor de Dolbar, pretencioso e irrespetuoso debido a su rango de dios guerrero, se muestra impertinente y maleducado con los santos cuando visitan el Palacio Valhalla. Originalmente Frey sospechaba que era la mente maestra que planeaba el ataque al Santuario. Fue derrotado por Seiya, en el patio del palacio en una lucha dura y bastante pareja, sin embargo el santo de Pegaso logra acabarlo con una combinación de su Meteoro y su Rolling crush. Sus técnicas son Shūgeki Gunrō Ken (襲撃群狼拳 Golpe de la jauría de lobos?), Odin Tempest (オーディーン・テンペスト Tempestad de Odín?).
Su seiyū es Yū Mizushima y fue doblado por Gabriel Cobayashi en México.

## Nuevos Dioses Guerreros
Son los nuevos Dioses Guerreros que Andreas Rize, nuevo representante de Odín en la Tierra ha convocado para que le ayuden a llevar a cabo su plan de apoderarse del mundo aprovechando el caos consecuente de la guerra santa entre Athena y Hades que en ese momento se lleva a cabo en el Inframundo. Para ello, usando el poder de Loki, ha creado siete nuevas armaduras basadas en bestias de la mitología nórdica. 

### Balder de Hræsvelgr
Armadura: Hræsvelgr; el aspirador de cadáveres
Salón: Alfheim; La cámara de la luz.
Llamado el "inmortal", debido a que su cuerpo es inmune al dolor y al daño. Durante su infancia fue un piadoso y débil niño que sobrevivió a la plaga que acabó con su pueblo a pesar de sus esfuerzos para atender y cuidar a sus vecinos. Al verse solo rezó a Odín pidiendo la fuerza para ayudar a otros y en respuesta se le dio la invulnerabilidad absoluta; sin embargo, una vez obtenida perdió el interés en ayudar a otros razonando que si había alcanzado la divinidad preocuparse por los humanos era un desperdicio, tras esto se volvió un guerrero y en poco tiempo destacó hasta ser elegido por Andreas como dios guerrero.
En la cámara de la Luz se enfrenta a Shaka y aunque este lo ataca con sus seis Samsara y su tesoro del cielo, Balder parece ser inmune y superior gracias a su estado divino, sin embargo Shaka transforma su armadura a su estado divino y le revela que fue engañado ya que no solo no fue Odín quien le dio su poder, sino que le quitó la capacidad de sentir piedad, tras lo cual lo acabó.
Al ser derrotado perdería su poder y recuperaría su alma piadosa, pero sería presa de todo el dolor y heridas que no experimentó en su vida al mismo tiempo; por ello Shaka, en un acto de piedad, le quita el sentido del tacto para que muera en paz.

### Fafner de Nidhogg
Armadura: Nidhogg el dragón
Salón: Svartálfaheim; La cámara de la sabiduría.
Por órdenes de Andreas, Fafner es el encargado de llevar a cabo la investigación sobre Yggdrasill. Por sus experimentos con los habitantes de Asgard, es considerado el más cruel y sádico de los Dioses Guerreros. Es el dios que en más ocasiones enfrenta a los santos.
Engañó a los habitantes convenciéndolos que recibirán atención médica como regalo de Andreas, sin embargo los usó para nutrir al Yggdrasil y crear los nuevos siete zafiros. En un primer momento se enfrenta a Mu y demuestra como el árbol fortalece a los dioses guerreros y debilita a los santos; posteriormente se enfrenta a Afrodita, quien lo derrota y roba sus conocimientos sobre el Yggdrasil y las intenciones de Andreas.
Finalmente se enfrenta una vez más a Mu en la cámara de la Sabiduría donde el santo de Aries demuestra su superioridad, sin embargo Deathmask de Cáncer exige enfrentarlo en su lugar para vengar a Helena, la mujer que amaba, quien murió en sus experimentos y con su ataque de Ondas infernales se lo lleva a la colina de Yomotsu; Fafner intenta amenazarlo ya que los hermanos de Helena están atrapados en el árbol y morirán si él es asesinado, ante esto el santo dorado lo entierra en el camino de Yomotsu, donde no podrá morir y deberá vivir toda la eternidad siendo pisoteado por las almas que peregrinan al inframundo.

### Frodi de Gullinbursti
Armadura: Gullinbursti el cerdo dorado
Salón: Vanaheim; La cámara del guerrero.
Es el primero de los Dioses Guerreros que vemos en acción, combatiendo contra Aioria de Leo. Desciende de una familia que ha servido al dios Odín desde tiempos antiguos y es por ello que se le considera como el más orgulloso de los Dioses Guerreros.
Siente una intensa rivalidad hacia Aioria no solo porque lo derrotó en su primer encuentro, también porque posee fuertes sentimientos por Lyfia y siente celos al ver la cercanía entre la doncella y el santo de Leo.
Mientras protege la cámara del Guerrero se enfrenta por última vez a Aioria, pero su batalla es interrumpida cuando Andreas declara traidora a Lyfia, ordena su muerte e intenta convertir a Frodi en un Berserker para que los asesine. El dios guerrero destruye su zafiro para liberarse pero no puede evitar que Utgard mate a la muchacha, por lo que permite a Aioria marcharse y enfrenta y mata a su camarada obteniendo así la armadura de Odín.
Tras su pelea logra hacer llegar la armadura de Odín a Aioria y posteriormente se dedica a proteger a Lyfia de los no muertos enviados por Loki.

### Heracles de Tanngrisnir
Armadura: Tanngrisnir el macho cabrío
Salón: Jotunheim; La cámara del gigante.
Un guerrero orgulloso, considerado el más fuerte físicamente de los Dioses Guerreros, hecho del que se siente orgulloso. Enfrenta a Aldebarán en el coliseo de Asgard pero al no poder derribarlo ataca a los espectadores para que este baje la guardia, pero aun así es derrotado.
Como guardián de la cámara del Gigante enfrenta por segunda vez al santo de Tauro, esta vez con mucho menos éxito. Tras ser derrotado por el "Gran Cuerno" y dispuesto a derrotar a como dé lugar a su oponente se sacrifica para que las raíces del Yggdrasil los devoren, pero antes de morir contempla como Aldebarán prefiere usar sus últimas fuerzas para destruir la cámara en vez de liberarse y sobrevivir, al ver esto lo reconoce en sus últimos instantes de vida como un guerrero superior a él. No obstante, consigue sobrevivir tras la colisión de su ataque contra Aldebarán.
Aunque el nombre de su armadura es Tanngrisnir, la forma pasiva de ésta representa en realidad a Tanngnjóstr y Tanngrisnir jalando juntos el carruaje de Thor.

### Sigmund de Grane
Armadura: Grane el caballo
Salón: Niflheim; La cámara de la niebla.
Es el hermano mayor del antiguo Dios Guerrero, Siegfried de Dubhe. Guarda un gran odio y rencor contra los Santos de Atena, debido a la muerte de su hermano en el anterior conflicto entre Asgard y el Santuario.
Antes de la anterior guerra con los santos, Sigmund era el más poderoso guerrero de Asgard y el que sería nombrado Dios Guerrero era un hecho. Sin embargo atestiguó cuando Hilda fue poseída por el anillo Nibelungo y ella lo hizo encerrar. Después que Seiya salvara a Hilda, Andreas lo liberó revelando que Siegfried murió en la batalla y convenciéndolo que la fuente de todo mal en el mundo eran Athena y los otros dioses olímpicos y que la última voluntad de su hermano era que los castigara y se vengara.
En la cámara de la Niebla se enfrenta a Saga quien, gracias a sus experiencias con su hermano Kanon, lo comprende e intenta que razone, como no lo logra debe pelear con todas su fuerzas y casi logra acabarlo si no es porque el alma de Siegfried envía su propia armadura a proteger a Sigmund y le expresa su verdadero deseo.
Desgraciadamente Andreas usa el zafiro de su armadura para convertirlo en un Berserker y obligarlo a luchar hasta la muerte, con sus últimas fuerzas pide a Saga que lo mate para no deshonrarse, pero este logra derrotarlo sin tomar su vida. Junto a Frodi, Surt y Heracles, son los únicos dioses guerreros que sobreviven y se dedican a proteger a Hilda, Lyfia y Fleur.

### Surt de Eikþyrnir
Armadura: Eikþyrnir, el ciervo del Valhalla
Salón: Jagheim; La cámara del hielo/Muspelheim; La cámara de fuego.
Antiguo amigo de Camus de Acuario, a quien utiliza en contra de los Caballeros Dorados, debido a que en el pasado Camus ocasionó un accidente que le costó la vida a la hermana de Surt.
Al inicio de la saga intenta enfrentar a Milo, pero Camus toma su lugar logrando derrotar a Escorpio sin matarlo. Cuando Shura destruye la cámara del Hielo a costa de ser derrotado por Camus aparece y revela que en el interior de esta existe la cámara del Fuego por lo que no ha perdido nada de poder y aprovechando que Shura esta gravemente herido lo mata apuñalándolo en el suelo; esto demuestra a Camus que Surt es solo un manipulador sin respeto por el concepto de la amistad ante lo cual decide enfrentarlo y a pesar de estar al borde de la muerte y en sus últimas fuerzas, fácilmente destruye la cámara del fuego. Consigue sobrevivir tras el ataque.

### Utgard de Garm
Armadura: Garm, el perro guardián
Salón: Helheim; La cámara de los muertos.
El más misterioso de los Dioses Guerreros. Permanece inactivo casi toda la serie y rara vez muestra su rostro ya que su armadura es la única que incluye una máscara.
Es el guardián de la cámara de los muertos, lugar donde Lyfia fue manipulada por Andreas para traer a la vida a los doce santos como guerreros Einherjer. Cuando Dohko encuentra a Lyfia en trance dentro de la cámara, enfrenta a Utgard y rápidamente destruye el lugar, sin embargo no logra hablar con la muchacha o evitar que el dios guerrero escape.
Tras esto Utgard persigue a Lyfia hasta la cámara del guerrero donde la asesina y desata la furia de Frodi, quien lo enfrenta y mata descubriendo no solo que es un guerrero Einherjer, sino que dentro de su cuerpo esta oculta la armadura de Odín y la espada Balmung. Frodi deduce que en vida Utgard descubrió las intenciones de Loki, decidió poner fin a su propia vida para volverse un guerrero Einherjer y así mantener segura la Armadura de Odín. De esta manera, no solo se aseguraba de tener este artefacto lejos de Andreas, además se sabía que sus oponentes serían enemigos de Loki y al ser derrotado la armadura quedaría en manos de guerreros fuertes que se oponían al dios impostor; saberlo capaz de semejante sacrificio por el bien de Asgard hizo que Frodi alabara su compromiso y le mostrara su respeto tras derrotarlo.

## Otros personajes relacionados

### Hilda de Polaris
Hilda de Polaris (ポラリスのヒルダ?) es la sacerdotisa principal del templo de Odín en Asgard. Era una mujer piadosa que amaba la paz y a su pueblo. Solía orar frente al mar congelado del océano Ártico, pidiendo a Odín que detuviera el deshielo de los grandes glaciares. Cuando realizaba esta tarea fue atacada por Poseidón, quien le puso el Anillo de los Nibelungos convirtiéndose de esta manera en un ser maligno. A partir de este momento inició la guerra contra Atenea para obtener el control de la Tierra. Para ello convocó a los Dioses guerreros entre los jóvenes más hábiles y talentosos de Asgard. Porta una lanza y el Anillo de Nibelungos, y además puede lanzar descargas eléctricas.
En la saga Soul of Gold Andreas, el médico de la corte, la envenena y argumentando que su salud es precaria usurpa su título como representante de Odín en la tierra. Durante el encuentro final se descubre que ha cuidado y escondido a Aioros tras su encuentro con Andreas y este se recuperó completamente. También revela que permanece encerrada en el palacio ya que sabe la verdadera identidad y los planes de Loki.
Su seiyū es Mitsuko Horie, fue doblada en España por Carmen Arévalo y Susana Damas, redoblaje, y en México por Sylvia Garcel, al inicio, Gisela Casillas, un episodio, y Dulce María Romay.

### Freya
Freya (フレア?). Fler en México y Flare en España es la hermana menor de Hilda que ayuda a los santos de bronce para detener y salvar a su hermana del poder del Nibelungo. Después que el anillo es puesto en el dedo de su hermana Freya es la primera en notar el cambio e intentar hacerla entrar en razón. Sin embargo, Hilda incluso llegaría a ordenar fuera encarcelada por semejante atrevimiento. En los calabozos concería a Hyoga, quien fuera apresado cuando investigaba Asgard y le ayudaría a escapar y encontrarse con sus camaradas.
En la saga Soul of Gold Andreas, el médico de la corte, usurpa el título de su hermana como representante de Odín en la tierra y la encierra en los calabozos; allí es liberada por Sigmund durante el ataque de las hordas de Einherjer que desató Loki.
Su seiyū es Maria Kawamura y fue doblada en México por Gisela Casillas.

### Folker
Es el padre de Mime. Toda su vida fue muy estricto con su hijo prohibiéndole tocar la lira que amaba y obligándolo a entrenar como guerrero. Un día, Mime encontró un medallón con el retrato de una pareja. Folker le revela que ambos eran sus verdaderos padres, ya que durante un combate su oponente estando herido escapó hasta su casa perseguido por Folker, quien al ver a su enemigo junto con su esposa e hijo recién nacido se apiadó y le perdonó su vida; sin embargo este hombre intentó matarlo por la espalda mientras se retiraba y el contraataque de Folker acabó con él y accidentalmente la esposa que intentó protegerlo.
Cuidó a Mime desde ese día, amándolo y protegiéndolo como si fuera su hijo de sangre y esperando poder convertirlo en un guerrero poderoso a quien heredar la protección de Asgard. El día que Mime se entera de la verdad llegó a odiarlo, ya que confundió la estricta personalidad del guerrero con odio y se convenció a sí mismo que Folker asesinó a sus padres por gusto y solo buscaba purgar sus culpas al adoptarlo, por lo que lo mató en un arranque de furia.
Fue doblado en México por Genaro Vásquez.

### Dolbar
Dolbar (ド ル バ ルDolbar?), representante en la Tierra de Odin en la película Kamigami no atsuki tatakai. Tenía la ambición de controlar el mundo, por lo que provocó ciertos disturbios en las tierras del norte que Hyoga debió investigar y que Dolbar aprovechó para capturarlo, lavarle el cerebro y volverlo uno de sus seguidores.
Cuando los santos de bronce llegan a Asgard intentó matar a Atena sin éxito y esta deduce que, al igual que ella, es la reencarnación de Odín en la tierra. Dolbar, al no poder enfrentarse al cosmos de la diosa, decide sellarla en una prisión dimensional con su técnica Escudo Odin.
Como guerrero tiene el mismo poder que un santo dorado y después que estos acaban con los dioses guerreros viste su armadura y derrota fácilmente a todos hasta que Seiya viste el cloth de Sagitario y lo iguala en poder, por lo que amenaza que si muere, Saori permanecerá encerrada, sin embargo Frey, el sacerdote asgardiano, sacrifica su vida para liberarla mientras Seiya acaba con Dolbar usando su meteoro y la flecha dorada, siendo además atravesado por la espada de la estatua de Odín, que fue destruida por Frey.
Su técnica se llama Odin Shield (オーディーン・シールド Escudo de Odín?) y tenía la habilidad de lanzar una energía muy poderosa. Su seiyū es Iemasa Kayumi, fue doblado en México por Carlos Becerril.

### Andreas Rize
El nuevo representante de Odín y huésped del dios Loki en la Saga Soul of Gold. Originalmente era el médico del palacio Valhala y con esta ventaja envenenó a Hilda de Polaris para hacerla parecer enferma y tomar su puesto.
Con su carisma y amabilidad convenció a los asgardianos que el Ysgdrasil era una bendición, sin embargo para él las personas son solo herramientas sacrificables para su plan maestro.
Con la ayuda de Fafner lleva a cabo crueles experimentos sacrificando humanos para nutrir el árbol y crear los nuevos siete zafiros de Odín que incrementan el poder de los dioses guerreros y le permiten controlarlos contra su voluntad. SU objetivo es simple pero aterrador: cuando el Yggdrasil se desarrolle dará un fruto que al madurar liberará en este mundo la Gungnir, la poderosa lanza de Odín capaz de destruir países completos con un solo ataque, por lo que desde la antigüedad Odín decretó que no debía manifestarse en el mundo humano nuevamente. Tras ver que las cámaras son destruidas y los dioses asesinados comienza a recolectar las armaduras doradas de los santos muertos para nutrir el árbol con su poder.
Se enfrentó al comienzo con Aioros y aunque lo derrotó, este logró clavar la flecha de Sagitario en su rostro, lo que a la larga se descubrió debilitaba su poder. Tras la destrucción de las siete cámaras se enfrenta en persona contra los santos de Aries, Géminis, Leo, Virgo y Libra en una batalla donde lleva la ventaja; sin embargo Mu, Saga, Shaka y Dohko sacrifican sus vidas para desintegrar a Andreas con una Exclamación de Athena potenciada con sus armaduras en estado divino, confiando en que Aioria destruyera el Yggdrasil tras su sacrificio.

### Lyfia
En la saga Soul of Gold, es la huésped del dios Odín y aliada de Aioria y el resto de los Caballeros Dorados. Inicialmente era solo una sirvienta del palacio Valhala, pero al descubrir las malignas intenciones de Andreas escapa y trata de desenmascararlo, pero la gente lo tienen en tal alta estima que nadie le cree. Conoce a Aioria cuando ambos son encarcelados y este escapa con ella. Tras esto ambos viajan juntos enfrentando a los dioses guerreros y reuniendo al resto de los santos dorados.
Mientras viaja con Aioria nacen en ella fuertes sentimientos por el santo que en más de una ocasión la hacen sonrojarse o caer en situaciones incómodas. En algunas ocasiones el color de sus ojos y su tono de voz cambia revelando que alguien que está llevando a cabo algún tipo de plan se expresa a través de ella.
Al llegar a Yggdrasil se separa de los caballeros y en la cámara de los muertos descubre que fue manipulada por Andreas y estando en trance la hizo llevar a cabo la ceremonia para resucitar a los santos dorados como guerreros Einherjer y posteriormente muere a manos de Utgard, sin embargo, durante la batalla entre Loki contra Aioria y Aioros es resucitada por Odín, quien entrega su armadura a Leo para que derrote a Loki a la vez que revela que es el quien se manifestaba en el cuerpo de Lyfia ya que la ha designado como su nueva y genuina representante en la tierra, también revela que los santos no son realmente Einherjer, ya que él interrumpió la invocación de Andreas al poseer a Lyfia y en su lugar los devolvió a este mundo como seres humanos reales y ajenos al control de Loki.
Tras acabar con Loki asume el puesto de Hilda como representante en la tierra de Odín, Aioria antes de partir de este mundo le encarga que cuide a su gente y su tierra, regalándole su medallón, sin embargo su vida acaba antes que ella pueda confesarle que lo ama.

### Loki
En la saga Soul of Gold es el falso dios de Asgard, que manipuló a Andreas para que lo trajera de vuelta a la vida.
Se encontraba sellado en un vasija en el palacio de Valhala y desde allí se contactó con Balder en su infancia fingiendo ser Odín para otorgarle invulverabilidad y quitarle la piedad de su alma, la cual devoró y se fortaleció para posteriormente entrar en el cuerpo de Andreas y llevar a cabo su plan de hacer crecer el Yggdrasil para obtener la lanza Gungnir y controlar el mundo aprovechando que Athena y los santos se encontraban en el inframundo peleando contra Hades.
Tras la derrota de los siete dioses guerreros Andreas debe enfrentar a los santos sobrevivientes, quienes se sacrifican para matarlo, pero Loki aun así consigue sobrevivir gracias a que logra huir del cuerpo del médico y materializarse en su armadura divina donde se enfrenta a los santos de Leo y Sagitario pero no puede derrotarlos ya que Odín entrega a Aioria su armadura y cosmos para que lo enfrente en igualdad. Cuando Loki parecía irremediablemente derrotado, la fruta del Yggdrasil madura y logra apoderarse de Gungnir y sumir en la ruina Asgard con solo un ataque.
Para su desgracia gracias a los rezos de Lyfia las doce armaduras doradas resucitan, los doce santos se liberen de su cautiverio en las raíces del árbol y Athena envía su sangre desde el inframundo lo que permite que las armaduras doradas evolucionar a su forma divina de forma definitiva gracia lo cual Gungnir es destruida y Loki derrotado.

### Poseidón
El dios que gobierna los mares, según la versión animada, tras ser liberado por Kanon y poseer el cuerpo de Julián Solo, pone bajo su control con el Anillo Nibelungo a Hilda de Polaris, representante de Odín en la tierra y hace que levante a sus guerreros contra Athena y el santuario. Cuando esta es liberada del poder del anillo por Seiya usando la espada Balmung, secuestra a Athena iniciando la saga de Poseidón y de los siete Generales Marinas.
En la saga Soul of Gold, tras la derrota de Loki, se pone en contacto con los santos dorados al ver que la vida que les otorgó Odín esta acabando, y les explica que el choque de los cosmos en las peleas de Asgard le permitió despertar temporalmente concediéndoles su deseo de enviar cinco armaduras doradas a los Campos Elíseos, donde solo pueden llegar seres y objetos bendecidos por un dios, para que así Seiya y los santos atenienses puedan pelear en mejores condiciones, explicando que las intenciones de Hades interfieren con sus deseos de intentar controlar la superficie en un futuro. Tras esto su espíritu vuelve a dormir en la vasija sellada por Athena, esperando un momento propicio para intentar gobernar la tierra.